# Platycerus sue
Platycerus sue es una especie de coleóptero de la familia Lucanidae.

## Distribución geográfica
Habita en Japón.